# HEADS
HEADS（ヘッズ）は、2000年代前期に活動した日本の男性アイドルグループ。所属事務所はアミューズ、所属レーベルはビクターエンタテインメント。当初のキャッチフレーズは「ガキラッパー」。

## 略歴
大阪市にあるボーカル&ダンススクール「キャレス」出身で、大阪在住の小中学生タクヤ・トオル・コーヘイ・リョータの4名によって結成されたグループである。CDデビュー前より複数のダンスの大会に出場しており、1997年に『TEENS' MUSIC FESTIVAL』特別賞受賞などの経歴がある。
2000年7月26日にシングル「screeeam!」でデビュー。2002年7月の「SOMEDAY」（佐野元春の同名曲のカバー）を最後にCDの発売は途絶えるが、グループはその後もしばらくは存続した。
解散後、メンバーは引き続きアミューズに在籍。トオルとリョータは、高校の同級生2人とロックバンドONE OK ROCKを結成。タクヤとコーヘイは、俳優として活動。その後、コーヘイは芸能界から引退している。

## メンバー
- タクヤ（本名：植原卓也、1988年6月22日生まれ[1]）

A型。 特技は水泳・野球・ダンス。
- トオル（本名：山下亨、1988年12月7日生まれ[1]）

O型。特技はサッカー。現在はONE OK ROCKでギター・コーラスを担当。
- コーヘイ（本名：中村康平、1989年11月17日生まれ[1]）

B型。特技はスケボー・ローラーブレード・サーフィン。
- リョータ（本名：小浜良太、1989年9月4日生まれ[1]）

B型。特技はスケボー・ローラーブレード・釣り・スキー。現在はONE OK ROCKでベース・コーラスを担当。

## ディスコグラフィー

### シングル
1. screeeam! （2000年7月26日）
  - 作詞・作曲: 黒須チヒロ・松浦晃久、編曲: 松浦晃久

c/w スクールウォーズ X
2. Gooood or Bad! （2000年11月22日）
  - 作詞: SHUN、作曲・編曲: SHUYA

c/w ウワサの真相
3. パーフェクト ランド （2001年3月23日）
  - 作詞: SHUN、作曲・編曲: SHUYA

c/w 4 VISION
4. 進行形 （2001年7月25日）
  - 作詞: GAKU-MC、作曲・編曲: KAZUNORI WATANABE

c/w LIVE!!!!〜Here comes da HEADS〜
5. 礼 （2002年1月23日）
  - 作詞: GAKU-MC、作曲・編曲: 今井了介

c/w TO THE ROCK
6. SOMEDAY （2002年7月24日）
  - 作詞・作曲: 佐野元春、編曲: 中西亮輔

c/w 八月の鯨

### アルバム
1. MicMasta!（2002年2月21日）

## 出演

### ドラマ
- sh15uya リュウゴ(パルハンズ)-トオル、DJ(ブンカム)-タクヤ、ブンカムメンバー-コーヘイ、リョータ

### テレビ番組
- ヤングライブニッポンLF+RミュージックTV（2001年 - 2002年、BSフジ）月・金レギュラー

## 書籍

### 写真集
- HEADSのおかず（1） ガキラッパー写真日記（2001年7月、アミューズブックス）ISBN 978-4906613830

### 雑誌連載
- da pati（ソニー・マガジンズ）
- ラブベリー（徳間書店）
- My Birthday（実業之日本社）
- PATi PATi（ソニー・マガジンズ）